# 韋特帕克 (明尼蘇達州)
韋特帕克（英語：Waite Park）是一個位於美國明尼蘇達州斯特恩斯縣的城市。

## 歷史
韋特帕克於1856年成立，得名自明尼蘇達州立法委員亨利·切斯特·韋特。韋特帕克的郵局於1897年成立，其後於1972年停運。

## 人口
根據2020年美國人口普查的數據，韋特帕克的面積為32.92平方千米，當中陸地面積為32.71平方千米，而水域面積為0.21平方千米。當地共有人口8341人，而人口密度為每平方千米253人。